# Can Puaté
Can Puaté és una obra de Girona inclosa a l'Inventari del Patrimoni Arquitectònic de Catalunya.

## Descripció
És un edifici residencial que actualment presenta alguns afegits al cos original. Inicialment hauria estat un edifici de planta quadrada, estructurat en tres crugies amb parets portants. Posteriorment seria ampliat per la seva banda dreta. Encara conserva la façana primitiva composta a partir d'un eix central marcat per una gran porta dovellada i amb la finestra renaixentista situada al primer pis que correspon amb la sala. A la façana posterior es visible una porta dovellada tapiada.

## Història
Aquesta masia era situada molt a prop del riu Güell i antigament formava part d'una propietat més gran que hauria arribat fins a la carretera de Barcelona. En algun planells de cartografia francesa dibuixats durant la dominació napoleònica de 1809-1814 conta aquesta masia com a "Can Rourilló" i es trobava situada al costat d'un camí que portava a Santa Coloma de Farners.